# Vlad Botoș
Vlad-Marius Botoş (ur. 15 czerwca 1986 w Aradzie) – rumuński polityk i prawnik, poseł do Parlamentu Europejskiego IX kadencji.

## Życiorys
Ukończył szkołę średnią w rodzinnej miejscowości, następnie studia prawnicze na Universitatea de Vest „Vasile Goldiș” din Arad. Zawodowo związany z sektorem prywatnym, został menedżerem w zagranicznym przedsiębiorstwie motoryzacyjnym. Był działaczem ugrupowania PNȚCD. Później dołączył do Związku Zbawienia Rumunii, został przewodniczącym tego ugrupowania w Aradzie. W wyborach w 2019 z listy współtworzonej przez związek i partię PLUS uzyskał mandat posła do Parlamentu Europejskiego IX kadencji.